# ريتشارد باوتشر
ريتشارد باوتشر (بالفرنسية: Richard Boucher)‏ (1 مارس 1932 كريتاي فرنسا - 26 سبتمبر 2017) هو لاعب كرة قدم فرنسي سابق كان يلعب كمدافع.

## وصلات خارجية
ريتشارد باوتشر على موقع قاعدة بيانات كرة القدم.إي يو (الإنجليزية)
- ريتشارد باوتشر على موقع ناشيونال فوتبول تيمز (الإنجليزية)
- ريتشارد باوتشر على موقع عالم كرة القدم.نت (الإنجليزية)